# Yael Bar Zohar
Yael Bar Zohar (en hebreu יעל בר זוהר) és una model, actriu i presentadora de televisió israeliana.
Bar Zohar va néixer a Tel-Aviv l'any 1980. Va començar la seva carrera de model als quinze anys, apareixent en un catàleg de vestits de bany i en un anunci. El seu salt a la fama es va produir quan va ser escollida per interpretar a Sharon Linovich, un dels papers principals de la popular sèrie Ramat Aviv Gimmel. Va escollir llavors la professió de model, sent la principal noia de portada de diverses signatures israelianes, entre elles la companyia de roba interior
Pilpel. D'aquesta manera es va convertir en un veritable símbol sexual a Israel, on fins i tot alguns artistes han escrit cançons lloant els seus pits, que s'ha convertit en el seu principal atractiu.
Va fer la seva estrena teatral actuant en el musical israelià "Mary-Lou", basat en les cançons del cantant israelià Svika Pik. En l'any 2005 va interpretar a Bella en l'estrena de la versió israeliana del musical La bella i la bèstia.
Yael va presentar la cerimònia de Miss Israel en el mes de setembre de 2005. Bar Zohar va contreure matrimoni amb l'actor israelià Guy Zu-Aretz. El seu primer fill va néixer el 25 d'octubre de 2007. Actualment la família resideix a Tel-Aviv.